# یواس‌اس ارپاهوی (۱۸۶۴)
یواس‌اس ارپاهوی (۱۸۶۴) (به انگلیسی: USS Arapahoe (1864)) یک کشتی بود که طول آن ۲۹۰ فوت (۸۸ متر) و ارتفاع آن ۱۵ فوت ۶ اینچ (۴٫۷۲ متر) بود.